# Кула на Преображение Господне (Ватопед)
Кулата на Преображение Господне (на гръцки: Πύργος Μεταμορφώσεως Βατοπεδίου) е отбранително съоръжение, разположено в манастира Дохиар на полуостров Света гора, Халкидики, Гърция. Внушителната постройка на Преображенската кула е много важен паметник на атонската архитектура, като се има предвид, че представлява най-важният пример за византийско укрепление на полуострова.

## Местоположение
Манастирът е защитен от крепостна стена с ров и осем кули. Открояват се Камбанарията от 1427 година, византийската Кула на Преображение Господне с по-късни поствизантийски допълнения, двете отбранителни кули от двете страни на входа на манастира и историческата кула Кула на Света Богородица на североизточния ъгъл на стените на манастира. Имената на кулите се знаят от „Патрия“ и от медните гравюри на манастира. Преображенската кула е на южния връх, най-високата точна на стените на приблизително триъгълния план на манастира. Внушителната позиция на Кулата на Преображение в манастирския комплекс и голямата ѝ височина я правят доминираща в целия сграден комплекс на Ватопед и една от най-забележителните му сгради

## История
Кулата е построена в XII век, а може и да е по-скара. През XVI век е извършена мащабна реконструкция и отново около 1880 година, когато кулата придобива сегашния си вид и сивото си покритие. В началото на XXI век са извършени дейности по поддръжката и реставрацията на паметника. Различните ремонти значително променят византийския характер на паметника.

## Описание
До края на XVIII век кулата е самотна с недостъпен вход на голяма височина от земята. По-късно се появяват и се залепят за нея западното – в края на XVIII век и югоизточното крило в 1818 година, а по-късно крилото от 1864-6 година, което заменя първото. Заедно с тях извън северната страна на кулата са оформени масивните тухлени стълби и стълби за достъп до крилата и за директен достъп до входа на кулата.
Това е най-високата кула във Ватопед, с височина около 29 m. Има правоъгълен план с външни размери 12,00 m x 7,70 m приблизително и отвън има осем подпори за укрепване, започващи от земята до основата на последното ниво – по две от източната и западната страна, три от южното и две от северното лице към вътрешността на манастира.
Кулата се издига на шест етажа от нивото на входа и нагоре и едно ниво се намира под входа. Комуникацията между тях се осъществява чрез неподвижни дървени стълби.
Входът на кулата от съображения за сигурност е на първия етаж. Достъпът до входното ниво, разположено на северното лице, днес се осъществява чрез каменна стълба от двора на манастира или директно от третото ниво на прилежащото южно крило. Дограмата на кулата е предимно от края на XIX – началото на XX век. Сводестият отвор на входа има метална врата вероятно от 1880 година.
Четирите долни нива имат просто вътрешно оформление, като на първите две нива са оцелели останките от някои груби, дървени прегради. Тези нива изглежда са имали обща употреба за складово пространство, докато двете горни нива са разделени на жилищни зони. На долните нива има малко и много тесни процепни прозорци. Само пространствата на горните два етажа са осветени от големи прозорци, които са отворени през XIX век.
Кулата е изградена с недялани камъни и здрав варов хоросан. Във византийската фаза се използват предимно плочести камъни, в тъмни нюанси. Дървените сантрачи се виждат само от вътрешната страна на стените на поствизантийската фаза, докато във византийската фаза те са скрити. Въпреки това, вътрешните дървени връзки, върху които лежат гредите на дървените подове, се виждат по целия вътрешен периметър на кулата и изглежда, че значителна част от съответните византийски греди са запазени на тези места, както и някои от подовите греди от средновековната фаза. Това са дървени греди в западната част на етажите на кулата, които са със значително по-голямо сечение и очевидно са по-стари от останалите.
Външната мазилка от 1880 година е запазена на голяма част от повърхностите, главно в горната част на кулата, докато по-надолу на много места тя е паднала. Покритието е сиво-бяло и сравнително твърдо.
Покривът е покрит с плочи, а параклисът е покрит с оловни листове. На последния етаж има три дървени балкона, по един от северната, западната и южната страна.